# Йозеф Кукучка
Йозеф Кукучка (чеськ. Jozef Kukučka, нар. 13 березня 1957, Поважська Бистриця) — чехословацький футболіст, що грав на позиції захисника.
Виступав, зокрема, за клуби «Нітра» та «Богеміанс 1905», а також національну збірну Чехословаччини.

## Клубна кар'єра
У дорослому футболі дебютував 1979 року виступами за команду «Пластіка» (Нітра), в якій провів чотири сезони, після чого протягом 1983—1984 років захищав кольори клубу «Руда Гвезда» (Хеб).
Своєю грою за останню команду привернув увагу представників тренерського штабу столичного клубу «Богеміанс», до складу якого приєднався 1984 року. Відіграв за празьку команду наступні два сезони своєї ігрової кар'єри.
Завершив ігрову кар'єру у нижчоліговій команді «Поважська Бистриця», за яку виступав протягом 1986—1990 років.

## Виступи за збірну
11 листопада 1981 року дебютував в офіційних ігрчах у складі національної збірної Чехословаччини в товариському матчі проти Аргентини (1:1).
У складі збірної був учасником чемпіонату світу 1982 року в Іспанії, де провів один матч проти Кувейту (1:1), але його команда не вийшла з групи.
Загалом протягом кар'єри у національній команді, яка тривала 5 років, провів у її формі 7 матчів.